# Vera Blum
Vera Blum es una webserie argentina, creada por Diego Villanueva en una coproducción de Telefe con Terra Networks, la misma fue filmada en Rosario a finales de 2012.
La serie es conformada por 15 capítulos (en formato multipantalla para Internet, dispositivos móviles y tabletas en forma permanente), de 7 minutos de duración cada uno. Está ambientada en la década del ´80 y cuenta la historia de una banda de rock que lucha por editar su disco. Además en la misma se homenajea a los músicos y poetas del rock argentino, con una estética que combina los estilos del cine y el videoclip. La misma cuenta con los libros de Maxi Gutiérrez, Gonzalo Zalaya y Nicólas Zalcman y la dirección de Gutiérrez.

## Sinopsis
Vera (Natalia Santiago) es una joven músico muy talentosa, que está en el mejor momento. Cuando su banda empieza a tomar un buen rumbo, recibe dos propuestas simultáneas: por un lado, Mariano (Gonzalo Suárez) le propone matrimonio, él es un hombre confiable, honesto e ideal formar un hogar; por el otro lado, Sawyer (Ivan Esquerre), su ex, un carismático y romántico, cantante y poeta, que le propone recomponer la relación.

## Elenco y personajes
- Natalia Santiago como Vera.
- Gonzalo Suárez como Mariano.
- Ivan Esquerre como Sawyer.
- Juan Alari como Coki.
- Marcelo Sein como Barry.
- Diego Villanueva como El Mánager.
- Pablo Seijo como Garbarian Hnos.
- Maya Lesca como Sofi.
- Paula Kohan como Julieta.
- Héctor Vidal como Oscar.
- Agustina Bermúdez como Fan.

## Participaciones
- Luis María - Tito
- Carlos Resta - Daniel
- Patricia Campovo - Carol
- Gustavo Baldinu - Tuti Tutehin
- María Eugenia Cerana - Doble de Vespa
- Paula Barber - Asistente de Carol
- Walter Pérez - Tatuador 1
- Guillermo Serra - Tatuador 2
- Flavio Kobielusz - Sonidista
- Luca Damperat - Nene
- Juan José Sánchez - Policía 1
- Marcelo Sotelo - Policía 2
- Julio Alberto García - Mozo
- Sergio Scurk - Gerente
- Fito Páez - Fito Páez
- Norma Moizeszowicz - Abuela
- Gustavo Torres - Seguridad
- Julieta Cappi - Niña Vera
- Fabián Estrada - Entrevista radio
- Pipi Monserrat - Chef Surubí

## Artistas destacados
En cada capítulo de la serie se destaca a un músico del rock argentino. El primero en ser homenajeado fue Charly García.

## Ficha técnica
- Creado por: Maxi Gutiérrez y Diego I. Villanueva
- Guion y dirección: Maxi Gutiérrez
- Producción ejecutiva: Diego I. Villanueva
- Producción: Mariano Vidal
- Productores asociados: Fernando Sokolowicz, Claudio Corbelli, Horacio Grinberg y Héctor Cavallero
- Coordinador general: Sergio Scurk
- Director de fotografía: Eric Elizondo
- Dirección de arte y vestuario: Malanie Delforge De Kobielusz
- Jefe de producción: Pablo Pérez
- Asistente de dirección: Juan D'Andre
- Libro: Maxi Gutiérrez, Gonzalo Zalaya y Nicólas Zalcman
- Coordinador de guion: Gonzalo Zalaya
- Montaje: Emilio LLamosas (Rocoto.TV)
- Asistente de fotografía: Santiago Muluk
- Producción: María Eugenia Cerana
- Maquillage y peinado: Inés Barreto
- Sonido directo y postproducción de audio: Garza Brouard y Cristian Marcos
- Asistente de arte: Analia Godoy
- Asistente de vestuario: Pepi Estanciero
- Casting: Daniela Bernúdez
- Postproduccíon: Serfgio Scurk y Mariano Vidal
- Música: Gustavo Trichilo y Marcos Alemán Bayá
- Tema de apertura: «La vida es una modena»
- Autor de tema de apertura: Fito Páez
- Intérprete tema de apertura: Javier Herrlein